# Vaasa
Vaasa (Zweeds: Vasa) is een gemeente en stad met 67.988 inwoners (2022) in het Finse landschap Österbotten aan de Botnische Golf. Vaasa is een tweetalige gemeente met Fins als meerderheidstaal (± 65%) en Zweeds als minderheidstaal (± 23%).
Vaasa kreeg in 1606 stadsrechten van de Zweedse koning Karel IX Wasa en kreeg kort daarna de naam van diens familie. Het oude, houten Vaasa werd in 1852 grotendeels door brand verwoest. De stad werd zeven kilometer noordwestelijker herbouwd en kreeg in 1862 de naam Nikolainkaupunki (Nikolaistad), naar de Russische tsaar Nicolaas I. Carl Axel Setterberg ontwierp de nieuwe stad in empirestijl. Sinds 1917 heet de stad weer Vaasa.

## Onderwijs
Vaasa heeft sinds 1992 een universiteit, die voortkomt uit een economische hogeschool en waaraan ongeveer 5000 mensen studeren. Ook bevindt zich hier de enige Zweedstalige lerarenopleiding van Finland, de Vasa övningsskola, een onderdeel van de Åbo Akademi.

## Verkeer
Hoewel de Botnische Golf van januari tot april bevroren is, onderhoudt Wasaline het hele jaar door een veerverbinding met het Zweedse Umeå. Deze route, de kortste tussen beide landen en de noordelijkste ter wereld die het hele jaar in bedrijf is, maakt deel uit van de Europese weg 12. 
De luchthaven van Vaasa ligt 9 km ten zuidoosten van het stadscentrum en is de zesde van het land (319.315 reizigers in 2013). Hij werd in 1938 in gebruik genomen.

## Sport
De voetbalclub van Vaasa is VPS en werd in de jaren veertig twee keer landskampioen. Het kent een lange geschiedenis in de Veikkausliiga. Thuisbasis is het Hietalahtistadion. 
Sinds het seizoen 2014/15 speelt ook ijshockeyclub Vaasan Sport weer op het hoogste niveau. De thuiswedstrijden vinden plaats in de Vaasa Arena.

## Partnersteden
Vaasa onderhoudt jumelages met Umeå (Zweden), Harstad (Noorwegen) en Helsingør (Denemarken, alle sinds 1949) en met Pärnu (Estland, 1956), Schwerin (Duitsland), 1965), Kiel (Duitsland, 1967) en Šumperk (Tsjechië, 1984).

## Geboren in Vaasa
- Fanny Churberg (1845-1892), landschapsschilder
- Erik Adolf von Willebrand (1870-1949), arts, anatoom en hoogleraar
- Eino Lahti (1915-2003), voetballer
- Varpu Tikanoja (1928-1983), schilder
- Pentti Linnosvuo (1933-2010), schutter
- Lars Näsman (1943-1995), voetballer en voetbalcoach
- Leif Segerstam (1944-2024), componist en dirigent
- Harri Ahmas (1957), componist
- Jyrki Huhtamäki (1967), voetballer
- Tony Asumaa (1968), voetbalscheidsrechter
- Pasi Koskela (1980), langebaanschaatser
- Tuomas Nieminen (1981), schaatser
- Henri Scheweleff (1983), voetballer
- Tim Sparv (1987), voetballer